# Dreifaltigkeitskapelle Kärlich

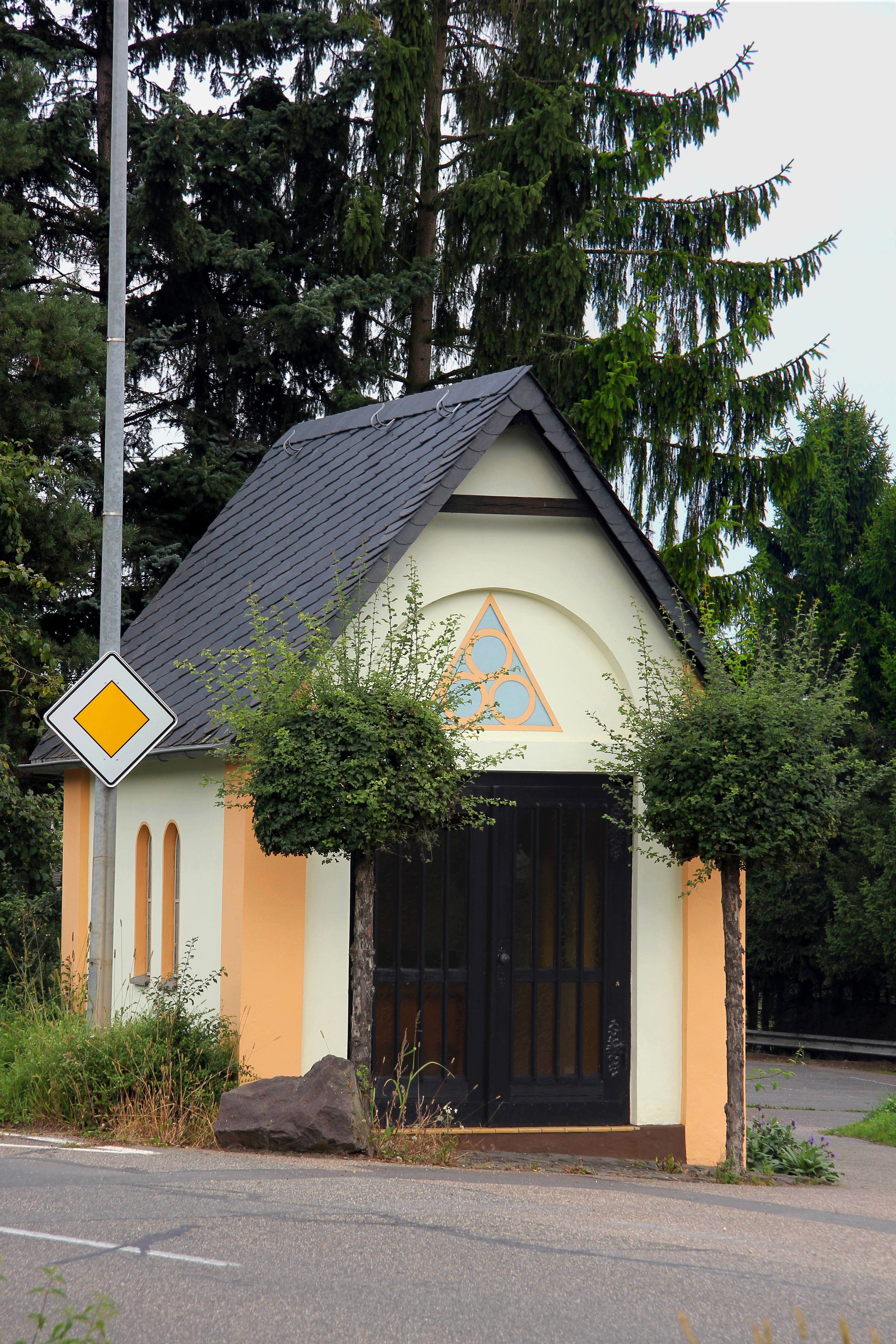
Dreifaltigkeitskapelle Kärlich

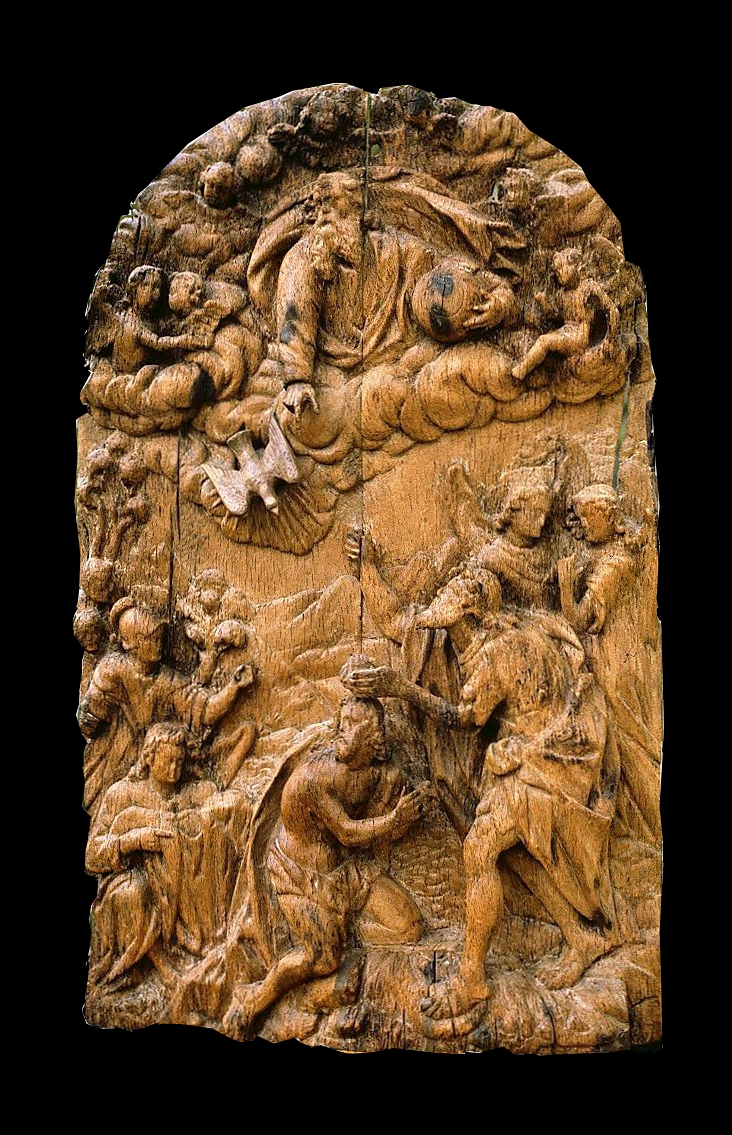
Relief aus der Kapelle

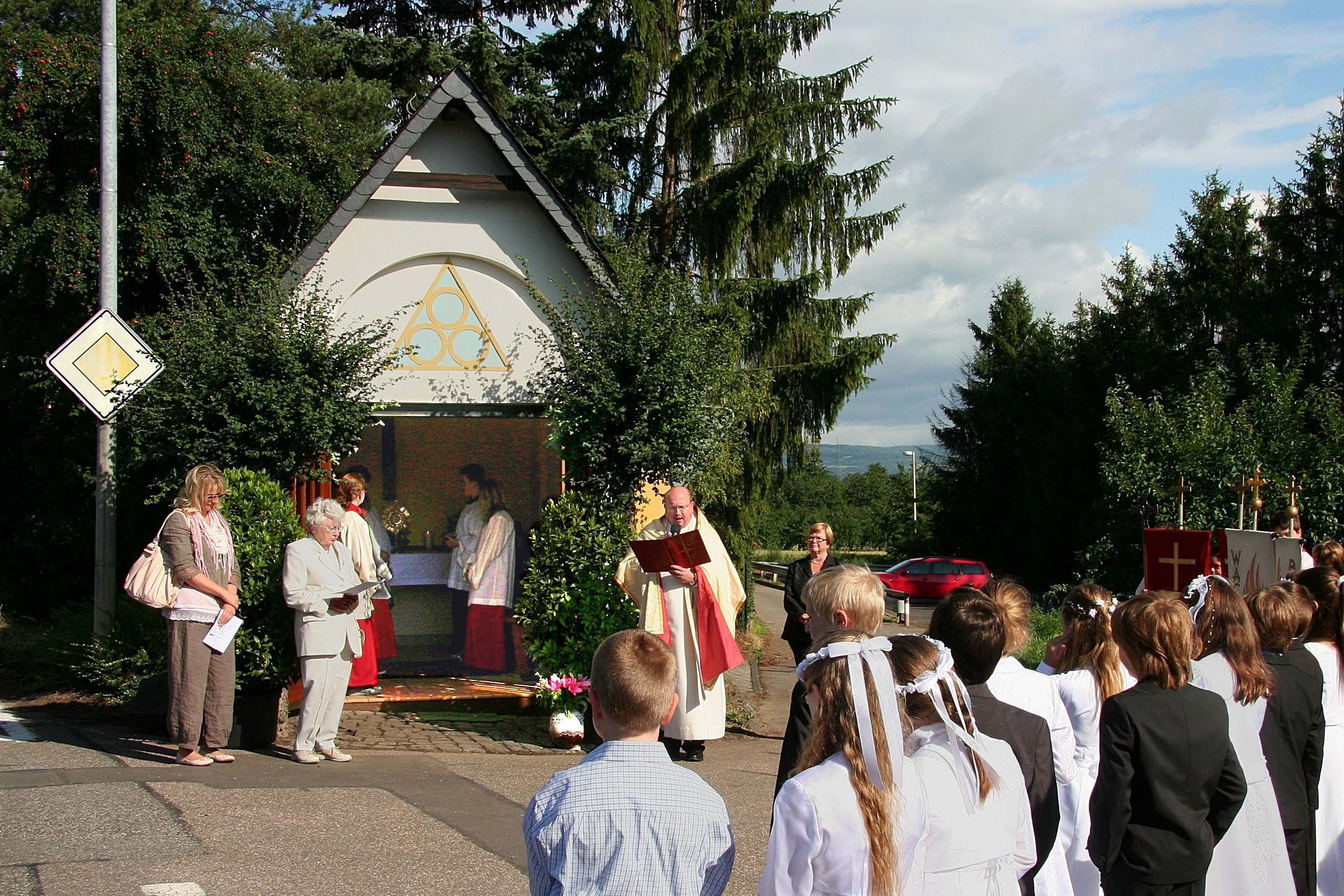
Fronleichnam 2011

Die Dreifaltigkeitskapelle Kärlich in der Stadt Mülheim-Kärlich ist ein kleiner Sakralbau am Ende der Heeresstraße beziehungsweise am westlichen Ortsausgang. Sie steht an der Stelle eines um 1700 errichteten Bildstocks und ist nach einem Bild der Taufe Jesu im Jordan benannt, einer der bekanntesten Darstellungen der Dreifaltigkeit Gottes (Lk 25,1−10 ), das sie 162 Jahre lang bewahrte. 

## Geschichte

### Relief der Taufe Jesu und Bau der Kapelle
Das Bild, ein etwa einen Meter hohes und 60 Zentimeter breites Relief aus Eichenholz, besaß ein Johann Vogt (1756–1826). Es wird angenommen, dass es aus dem 1794 zerstörten Kärlicher Schloss geborgen worden war. Unten in Bildmitte zeigt es Jesus und rechts neben ihm Johannes, der seine linke Hand über ihn hält und mit der rechten zum Himmel weist. Umgeben sind die beiden von Engeln, links ist außerdem eine behelmte Figur zu sehen, die möglicherweise einen römischen Soldaten darstellen soll. Aus einer Wolke schaut Gottvater, der die Weltkugel trägt und auf Jesus, seinen Sohn, deutet. Zwischen ihm und dem Sohn schwebt in aus der Wolke heraustretenden Strahlen der Heilige Geist.
Johann Vogt ließ 1801 für dieses Bild die Kapelle bauen und machte es damit der Öffentlichkeit zugänglich. Ursprünglich war das Relief, das aus dem 17. Jahrhundert stammen dürfte, farbig gefasst, bis in den 1950er-Jahren der Kunstmaler und Lehrer Hermann Ruff (1899–1983) die Farbe entfernte. Ruff ergänzte in dem Zusammenhang – nicht ganz dem Stil angepasst – die Taube, die schon lange gefehlt hatte. 

### Renovierung
In dieser Zeit wurde nicht nur das Bild restauriert. 1956 musste auch die Kapelle weitestgehend erneuert werden. Nachdem das Niveau der Straße angehoben worden war, wurde vor allem der Fußboden erhöht, ein höheres Dach aufgesetzt und ein neuer Altartisch gebaut. Der Grundriss der einschließlich Dreiachtelschluss außen ungefähr 4 Meter langen und etwa 3,50 m breiten Kapelle blieb unverändert. Über dem fast quadratischen Raum hat die Kapelle ein schiefergedecktes Satteldach und über dem knapp einen Meter tiefen Schluss ein Zeltdach. Licht fällt durch je zwei schmale Rundbogenfenster an der Süd- und Nordwand sowie durch die Verglasung einer zweiflügeligen Eingangstür in das Innere. 

### Diebstahl des Reliefs
Die Dreifaltigkeitskapelle stand für jeden offen, bis am 10. Juli 1963 das Relief gestohlen wurde und für immer verloren schien. Doch nach etwa vier Jahren wurde es wiedergefunden, nachdem es jemand durch Zufall im Schaufenster eines Antiquitätengeschäfts in Koblenz erkannt zu haben glaubte. Es war nur die Hälfte des Bildes, die andere Hälfte fand sich anschließend in Köln. 
1973 renovierten Mitglieder der Kolpingsfamilie die Kapelle und gestalteten im Putz des Giebels in einem Dreieck drei Ringe als Symbol der Dreifaltigkeit. Ein Foto des wiedergefundenen Kunstwerks erinnerte viele Jahre an das alte Relief, das aus Sicherheitsgründen nicht mehr an seinen früheren Platz zurückkehrte und in einem Privathaus aufbewahrt wurde. Seit Dezember 1999 steht das Original geschützt hinter Glas rechts im Chor der Kärlicher Kirche St. Mauritius.

### Dreifaltigkeitskapelle in jüngster Zeit
Die Dreifaltigkeitskapelle wird nur noch wenig besucht; an der Rückwand hängt ein Kruzifix und auf dem Altartisch steht eine Herz-Jesu-Statue aus Gips. Jahrzehntelang war in der Kapelle einer der vier Fronleichnamsaltäre eingerichtet, als die Prozession auf etwa 1,7 Kilometer langem Weg von der Kirche aus über die Kirchstraße, Burgstraße, Heeresstraße, Römerstraße und Hauptstraße zurück zur Kirche ging. Auf anderem Weg machte die Fronleichnamsprozession zuletzt 2011 noch einmal an der Dreifaltigkeitskapelle Station zum Segen.